# Colegio Tridentino de Comayagua
Colegio Tridentino de San Agustín era un centro de educación en la Villa de Santa María de la Nueva Valladolid de Comayagua en Nueva España, hoy en día Honduras. En la actualidad este edificio es el Palacio Episcopal de la Diócesis de Comayagua. El edificio fue restaurado e inaugurado en 2012 después de un incendio en el edificio el 15 de abril de 2009.

## Historia

### Antecedentes
Aunque en los tiempos de la colonia, la educación la impartían los frailes de las órdenes que se asentaban en el territorio hondureño, fue hasta el 20 de febrero de 1564 que se abre la primera escuela por fray Jerónimo de Corella en Santa María de la Nueva Valladolid de Comayagua, para dar clases de gramática a los hijos de españoles y criollos. Unos años después en 1678 se solicita la creación del colegio, mismo que se constituyó en 1679 mediante Cédula Real y se terminará su edificio hasta el año de 1684 siendo el Obispo fray Alonso Vargas y Abarca que fundase el Colegio Seminario de San Agustín a partir de la primera escuela básica creada por Corella, las cuales servían con clases de Gramática castellana como Gramática latina, Historia, Matemáticas, Teología y Moral.

### Época colonial
El Primer centro de educación superior en la provincia de Honduras que se conoce fue fundado por el mexicano fray Antonio Guadalupe López Portillo. quien contribuyó con la construcción de un centro para el anterior Colegio Seminario en 1731, mismo que fue concluido en 1733 e inaugurado como “Colegio Tridentino de San Agustín” de Comayagua Que después se autorizara mediante Real Cédula de Su Majestad don Felipe V de España, fechada en 7 de noviembre de 1738 para impartir las nuevas clases y con un subsidio de 200 Pesos que debiera percibir el Presbítero José Simón de Zelaya Cepeda, primer rector y constructor de la Catedral de San Miguel (Tegucigalpa). Simón de Zelaya impartía además clases de filosofía, fray Fernando de Guadalupe, cátedras de música y cantos gregorianos.

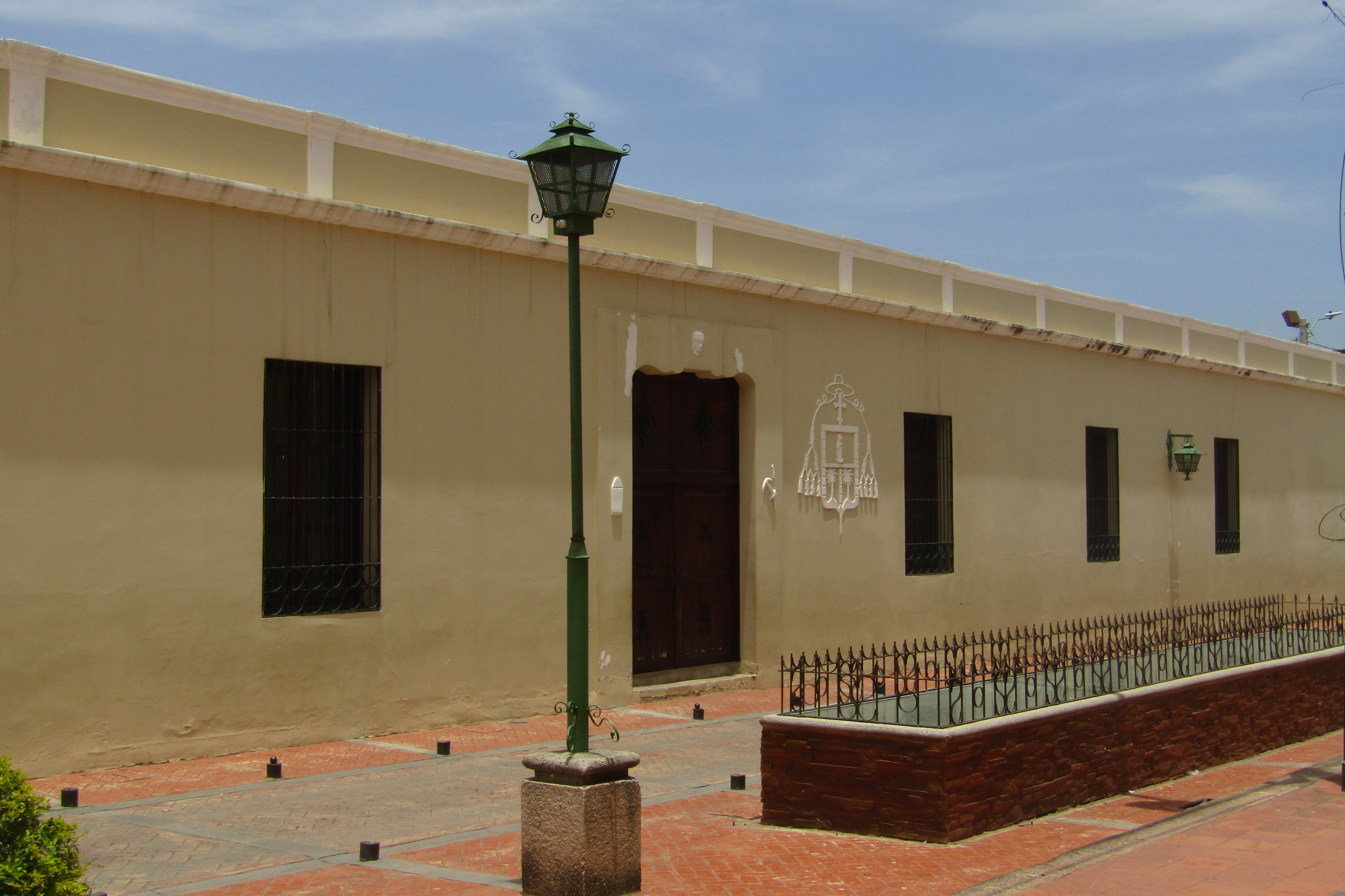
Parte del edificio construido en el.

El 16 de septiembre de 1815 el Licenciado Francisco Mojeron representante de Comayagua, ante las Cortes de Cádiz presentó una solicitud para elevar la categoría del Colegio Tridentino de San Agustín a Universidad, ya que disponían de los requisitos básicos requeridos. Luego en 1820, se presentó otra solicitud para la apertura de nuevas carreras como ser: Leyes, Medicina y Cirugía y Mineralogía, debido a que la provincia contaba con innumerables yacimientos mineros y asimismo se suprimiesen las clases de Canóniga doctrinal y penitenciaria. 
Ambas solicitudes no llegaron con buen resultado para la rectoría, al año siguiente en 1821 el Doctor Mariano Méndez, rindió un informe a las Cortes que en Comayagua únicamente existía un Colegio seminario con estudios de Latín y Moral, seguidamente propuso que se le diera la autorización para estudios menores universitarios, en virtud de que en Guatemala y Nicaragua existían centros con estudios superiores. Esto no llegó a realizarse debido a la Declaración de Independencia de Centro América del reino de España, el 15 de septiembre de 1821, el Colegio Tridentino de San Agustín, seguiría siendo un centro educativo de menores estudios.

### Época republicana

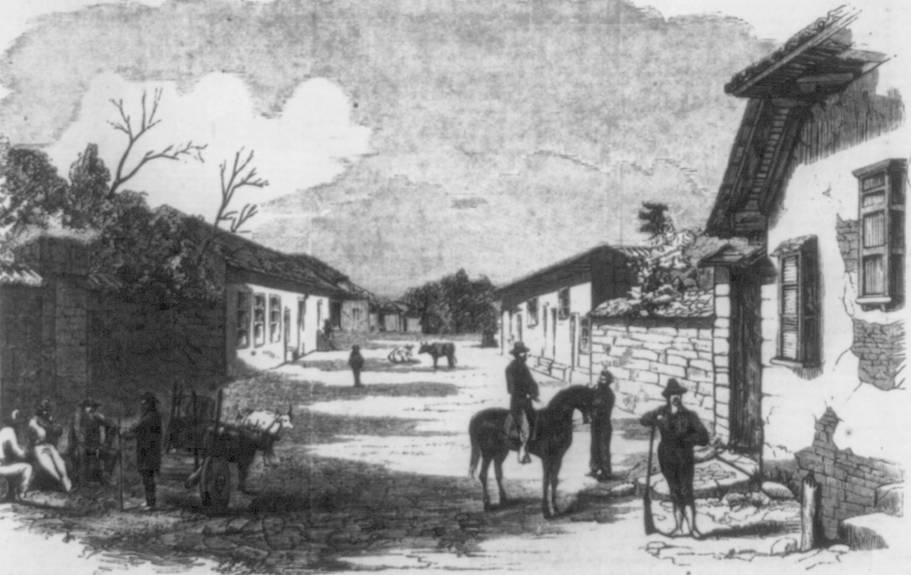
Grabado de la Ciudad de Comayagua en 1856.

Mediante el Concilio Ecuménico celebrado en Trento, se le da nuevas direcciones al Colegio Tridentino, el que funcionó hasta 1827, cuando fue clausurado a causa del derrocamiento de la jefatura de gobierno del Licenciado Dionisio de Herrera a manos del General José Justo Milla y las fuerzas invasoras federales guatemaltecas. Después de 17 años cerrado en 1843 el General Francisco Ferrera ordenó se reabriera el Colegio Tridentino, para lo cual con motivo de la apertura se incorporaron las cátedras de: Filosofía, Teología dogmática, Derecho civil, Gramática y Medicina se solicitó la ampliación del número de cátedras impartidas en el colegio; pero, también llegaban malas noticias de que en la Villa de Tegucigalpa, donde políticos y religiosos se planteaban el mantenimiento de la Academia de Gramática en aquella ciudad, de la cual rectoraba el Presbítero José Trinidad Reyes y por motivo de que el Colegio Tridentino carecía de catedráticos preparados para continuar con la docen
El 1847 el gobierno del presidente Licenciado don Juan Lindo daba total interés en la creación de una universidad de carácter nacional y a la altura de sus homónimas salvadoreña, guatemalteca y nicaragüense. Es por ello que mediante Decreto se elevó a la Academia Literaria de Tegucigalpa como Universidad Central de Honduras.
En 1848, se edita el primer libro de educación nacional “Rudimentos de Aritmética” escrito por el profesor Domingo Dardano catedrático que era del “Colegio Tridentino de Comayagua”.
El Colegio Tridentino fue cerrado nuevamente en 1856 por el Jerarca de la Diócesis de Comayagua, Obispo Hipólito Casiano Flores quien estaba enemistado con el gobierno hondureño, un año después fue reabierto en la presidencia del General Brigadier José Santos Guardiola, hasta su total y definitivo cierre, debido a la falta de apoyo clerical y gubernamental.
En 1874 este edificio el presidente Carlos Céleo Arias Lópe, firmó su capitulación de entrega del gobierno, al General Ponciano Leiva Madrid.

## Alumnado del Colegio Tridentino
| Título     | Nombre                      | Mérito                                                                              |
| ---------- | --------------------------- | ----------------------------------------------------------------------------------- |
| Presbítero | José Simón de Zelaya Cepeda | Director del mismo Colegio y constructor de la Catedral de San Miguel (Tegucigalpa) |
| General    | José Trinidad Cabañas       | Presidente constitucional de la república                                           |
| Abogado    | Francisco Cruz Castro       | Presidente provisional de la república                                              |
| Abogado    | Céleo Arias                 | Presidente constitucional de la república                                           |
| Abogado    | Luis Bográn                 | Presidente constitucional de la república en dos ocasiones                          |
| Ingeniero  | Terencio Sierra             | Presidente constitucional de la república                                           |
| Obispo     | José Nicolás Irías Midence  | Vicario Pretempore de la Diócesis de Honduras                                       |
| Licenciado | León Alvarado               | político y diplomático                                                              |
| Maestro    | José Miguel Gómez           | gran exponente en pintura religiosa hondureña del siglo XVIII                       |

## Reconstrucción de 2012
El Palacio Episcopal sufrió un incendio la noche del 15 de abril de 2009 hasta la madrugada del 16 de abril. El incendio dañó gran parte de su estructura, pero se logró salvar casi toda su colección de arte colonial religiosa y los archivos coloniales de Honduras. Con ayuda del Instituto Hondureño de Antropología e Historia se inició un proceso de reconstrucción del palacio con la formación de un comité liderada por Monseñor Roberto Camilleri. 
La reconstrucción fue dirigida por Carlos Yuja Vindel y tardó unos tres años en completarse. La madera de caoba usada en su reconstrucción fue donada y se elaboraron más de 130 puertas y cien ventanas. La reconstrucción costó un total de 16 millones de Lempiras. Se reinauguró el palacio el 24 de agosto de 2012.

### Comité de reconstrucción
- Presidente- Monseñor Roberto Camilleri
- Vicepresidentes- Lourdes de Rodríguez y Marco Antonio Zapata
- Coordinador de Construcción y Tesorero- Carlos Yuja Vindel
- Secretario General- Wilson Rodríguez Magaña
- Ingeniería y Construcción- Jorge Bulnes
- Relaciones Públicas- René Martínez Vijil, Oralia David, Martín Chahín y José Gámez
- Organización y Eventos- Esperanza de Suárez y Luis Fernando Henríquez
- Vocales- Jesús Martínez, Gustavo Suazo, Jorge Calderón, César Zepeda y Ramón Lezama